# Christian Harrison
Christian Harrison (født 29. maj 1994 i Shreveport, Louisiana, USA) er en professionel tennisspiller fra USA.